# Akodon cursor
Akodon cursor és una espècie de mamífer rosegador de Sud-amèrica. Viu a l'Argentina i el Brasil. El seu hàbitat natural són els boscos humits perennes i les selves pluvials. És una espècie en risc mínim, és a dir, no sembla que hi hagi cap amenaça significativa per a la seva supervivència.